# Rockwellhardheid

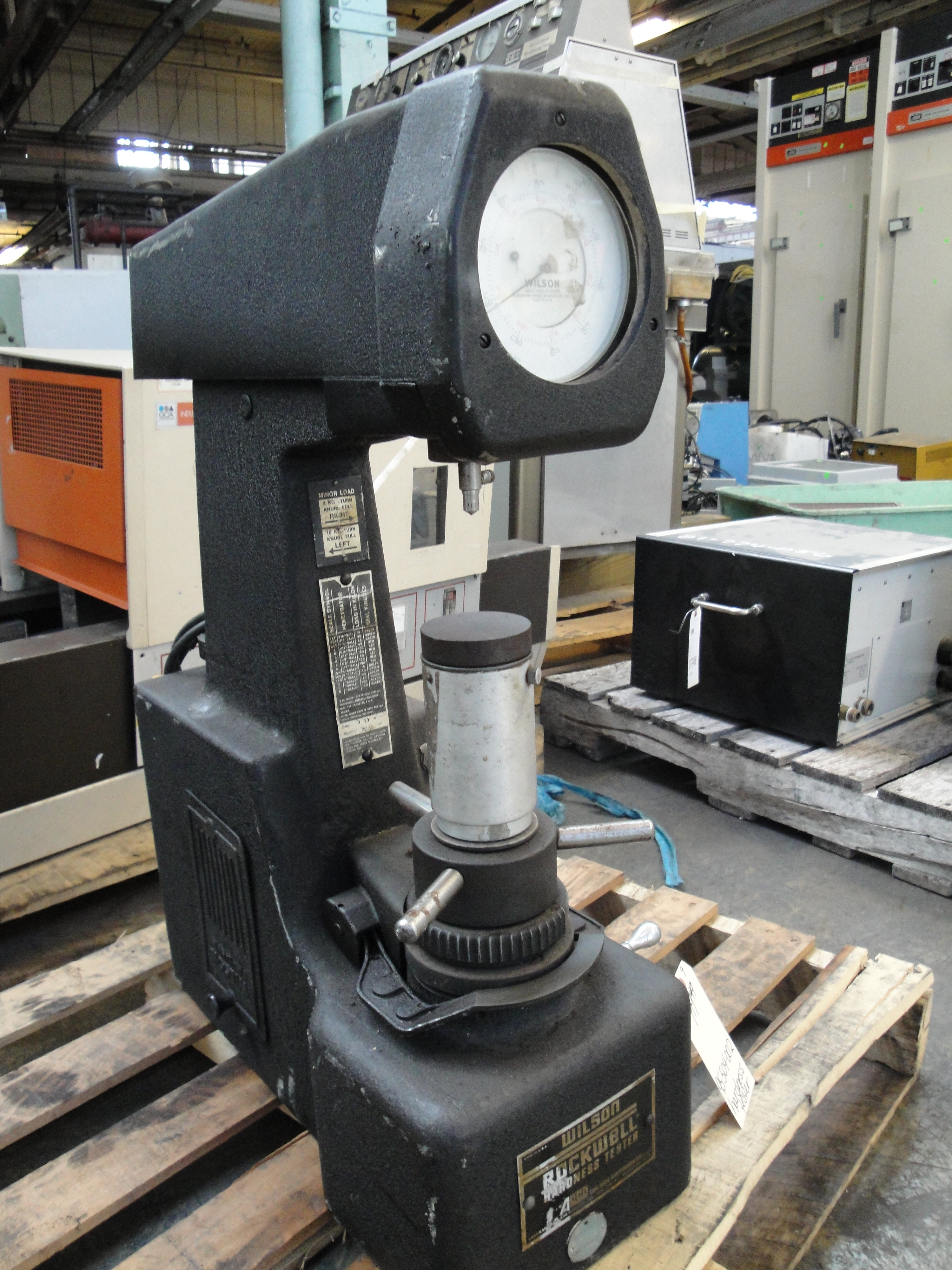
Een meettoestel voor rockwellhardheid

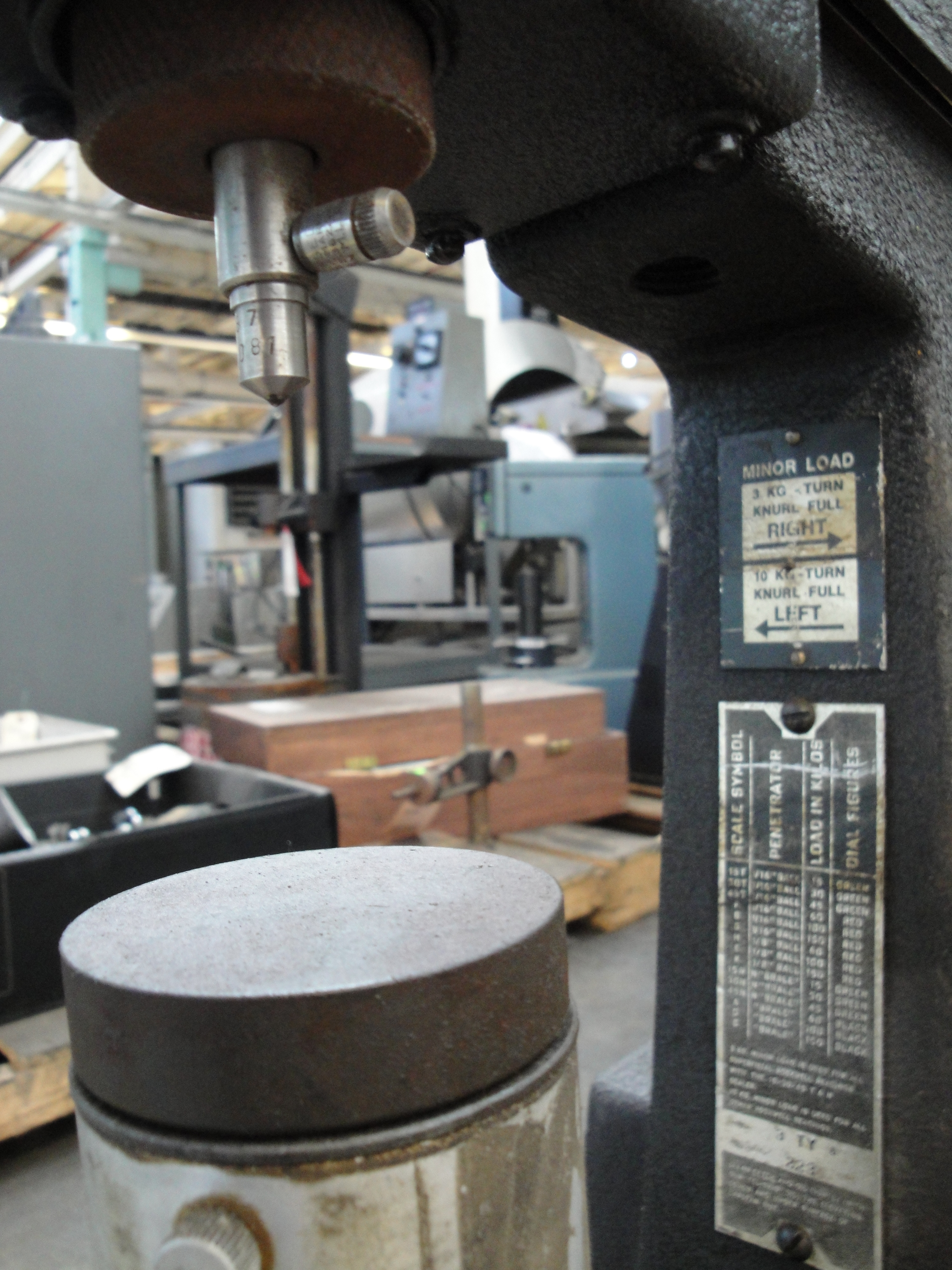
Detail van het toestel met de indenter

De rockwellhardheid (HR) is een maat voor de hardheid van materialen, bepaald volgens de rockwellhardheidstest. In die test wordt hardheid geïnterpreteerd als "weerstand tegen plaatselijke penetratie". De test bepaalt de nettodiepte waarop een bolvormig indruklichaam in het materiaal is doorgedrongen nadat er een standaardlast op aangebracht is.
De rockwellhardheid is vernoemd naar de uitvinders van de testmethode, de Amerikanen Hugh M. Rockwell en Stanley P. Rockwell, die er in 1919 een octrooi voor verkregen.

## Rockwellhardheidsschalen
De hardheid volgens Rockwell wordt uitgedrukt door een getal (zonder eenheid), afgelezen op een bepaalde schaal. Er zijn verschillende schalen (A...V), voor verschillende soorten materialen en verschillende testomstandigheden. De C-schaal bijvoorbeeld is een veel gebruikte schaal voor harde staalsoorten. Andere veel gebruikte schalen zijn R en M. Hoe hoger het getal op een bepaalde schaal, hoe harder het materiaal. De rockwellhardheid wordt geschreven als bv. 65 HRC (65 op de Hardness Rockwell C-schaal).

## Testprocedure
Een test volgens de rockwellmethode gebeurt als volgt: 
- Eerst wordt er op het testmonster een indruklichaam geplaatst, dit is een stalen bolletje of een kegelvormige naald met een diamanten tip. Op het indruklichaam wordt dan een voorlast van {\displaystyle F_{0}} van 10 kg aangebracht, die bedoeld is om de invloed van lokale kleine oneffenheden aan het oppervlak van het materiaal op te heffen en om het indruklichaam op zijn plaats te houden. De penetratie van de voorlast bepaalt het nulpunt van de meting.
- Daarna wordt de eigenlijke testlast {\displaystyle F_{1}} (meestal 60, 100 of 150 kg) op het indruklichaam aangebracht. Dus in totaal is de belasting op het materiaal dan {\displaystyle F_{0}+F_{1}}.
- Nadat de testlast weer is weggenomen, maar nog met de voorlast {\displaystyle F_{0}} aanwezig, leest men de rockwellhardheid af op de juiste hardheidsschaal; die is afhankelijk de keuze van het indruklichaam en van de testlast.

Rockwellhardheidstest

De rockwellhardheidstest is gestandaardiseerd in de Amerikaanse norm ASTM E-18 en de internationale normen ISO 2039 voor plastics, ISO 3738 voor harde metalen (A-schaal) en ISO 6508 voor andere metalen.
Een vergelijkbare hardheidstest is die van Shore ("durometer"), deze wordt vaak voor rubberachtige materialen gebruikt.

## Rockwellhardheid
De rockwellhardheid kan worden berekend met de volgende vergelijking: 
{\displaystyle HR=N-hd}, waarbij:
- {\displaystyle d} de diepte in mm (vanaf het de diepte die wordt verkregen door de voorlast {\displaystyle F_{0}}),
- {\displaystyle N} en {\displaystyle h} zijn schaalfactoren die afhankelijk zijn van de schaal van de gebruikte test (zie tabel hieronder).

| Schaal | Afkorting§    | Testlast* (kgf) | Indruklichaam        | Materiaal | N   | h    |
| --- | ------------- | --------------- | -------------------- | --- | --- | ---- |
| A | HRA           | 60              | bolconische diamant† | cementcarbide, dun staal, oppervlakkig gehard staal                                                                 | 100 | 500  |
| B | HRB           | 100             | 1,59 mm bal          | koperlegering, zacht staal, aluminiumlegering, kneedbaar ijzer                                                      | 130 | 500  |
| C | HRC           | 150             | bolconische diamant† | staal, harde gietijzers, perliet kneedbaar ijzer, titanium, diep-gehard staal, andere materialen harder dan 100 HRB | 100 | 500  |
| D | HRD           | 100             | bolconische diamant† | dun staal en half-gehard staal en perliet kneedbaar ijzer                                                           | 100 | 500  |
| E | HRE           | 100             | 3,18 mm bal          | gietijzer, aluminium en magnesiumlegering, lager metalen, thermoharder                                              | 130 | 500  |
| F | HRF           | 60              | 1,59 mm bal          | getempeerde koperlegering, dun zacht plaat metalen                                                                  | 130 | 500  |
| G | HRG           | 150             | 1,59 mm bal          | fosfor-brons, beryllium-koper, kneedbaar ijzer                                                                      | 130 | 500  |
| H | HRH           | 60              | 3,18 mm bal          | aluminium, zink, lood                                                                                               | 130 | 500  |
| K | HRK           | 150             | 3,18 mm bal          | lager legering, tin, harde kunststof materialen                                                                     | 130 | 500  |
| L | HRL           | 60              | 6,35 mm bal          | lager metalen en andere zeer zachte of dunne materialen                                                             | 130 | 500  |
| M | HRM           | 100             | 6,35 mm bal          | thermoplasten, lager metalen en andere zeer zachte of dunne materialen                                              | 130 | 500  |
| P | HRP           | 150             | 6,35 mm bal          | lager metalen en andere zeer zachte of dunne materialen                                                             | 130 | 500  |
| R | HRR           | 60              | 12,70 mm bal         | thermoplasten, lager metalen en andere zeer zachte of dunne materialen                                              | 130 | 500  |
| S | HRS           | 100             | 12,70 mm bal         | lager metalen en andere zeer zachte of dunne materialen                                                             | 130 | 500  |
| V | HRV           | 150             | 12,70 mm bal         | lager metalen en andere zeer zachte of dunne materialen                                                             | 130 | 500  |
| 15T, 30T, 45T | 15T, 30T, 45T | 15, 30, 45      | 1,59 mm bal          | Ondiep: voor zacht coatings                                                                                         | 100 | 1000 |
| 15N, 30N, 45N | 15N, 30N, 45N | 15, 30, 45      | bolconische diamant† | Ondiep: voor gehard materialen                                                                                      | 100 | 1000 |
| * Behalve voor "ondiepe schalen" waar het 3 kgf is, de voorlast is 10 kgf. |               |                 |                      | |     |      |
| † Wordt ook wel het Brale indruklichaam genoemd, wordt gemaakt met een kegelvormige diamant in een hoek van 120° ± 0,35° en een puntradius van 0,200 ± 0,010 mm.                             |               |                 |                      | |     |      |
| § Het rockwellnummer gaat vooraf aan de schaalafkortingen (bijv. 60 HRC). Behalve bij de "ondiepe schalen" waar ze na de afkorting worden geplaatst, gescheiden door een '-' (bijv. 30N-25). |               |                 |                      | |     |      |